# مدر البول
مدرات البول (بالإنجليزية: Diuretics) أو المُبيلات هي أدوية تساعد على زيادة معدل التبول وطرح السوائل وهي مهمة للمرضى الذين يعانون من تضخم الأعضاء الناتج عن تجمع الماء داخل الجسم. ولها استخدامات طبية مثل علاج مرضى ارتفاع ضغط الدم.وهناك عدة طرق لعمل هذه الأدوية، وكل طريقة تختلف عن الأخرى.

## الاستخدامات العامة لمدرات البول
1. فشل القلب
2. ارتفاع ضغط الدم
3. تليف الكبد
4. أمراض الكلى
5. تعمل بعض مدرات البول (مثل: أسيتازول أمايد) على زيادة قلوية البول وهي بالتالي تساعد على سرعة إخراج الأدوية الحمضية مثل أسبرين كما في حالات الجرعات الزائدة أو التسمم.

## الأعراض الجانبية لمدرات البول
1. نقص حجم الدم
2. نقص مستوى البوتاسيوم في الدم أو زيادته "على حسب النوع المستخدم"
3. نقص مستوى الصوديوم في الدم
4. حمضية الدم مما قد يؤدي إلى غيبوبة
5. قلوية الدم
6. زيادة مستوى حمض اليوريك في الدم

## أنواع مدرات البول

### أدوية ثنية هنل
هي أقوى الأنواع، وتعمل على زيادة معدل إخراج الماء والأملاح مثل الصوديوم والكلور من جزء معين من الوحدة الكلوية، وهو ثنية هنل.
تعمل هذه الأدوية على منع إعادة امتصاص الصوديوم مرة أخرى خلال الأنبوبة الصاعدة من الوحدة الكلويّة؛ وبالتالي فإنّ الماء يبقى داخل الأنبوبة ولا يعود مرة أخرى إلى الجسم، حيث أن الماء يتبع الصوديوم عادة بسبب الضغط الأسموزي، وهو ما يجعل الماء في النهاية يخرج مع البول بكمية كبيرة.
من أهم أمثلة هذه الأدوية: فوروسيميد، وتوراسيميد، وحمض الإيثاكرينيك، وبوميتانيد.

### أدوية الثيازايد
تعمل هذه الأدوية على الأنبوبة الملتفة البعيدة من النفرون (بالإنجليزية: distal convoluted tubule) فتوقف عمل مضخة الصوديوم والكلورايد فتؤدي إلى منع إعادة امتصاص الماء فيزيد إخراجه مع البول. من أهم استخداماتها هو علاج ضغط الدم المرتفع حيث تقوم بخفضه عن طريق إحداث توسيع في الأوعية الدموية بشكل مباشر.
من أهم أمثلتها: الكلوروثيازايد، الهيدروكلوروثيازايد.

### المدرات المحافظة على البوتاسيوم
تعمل هذه الأدوية على الحفاظ على البوتاسيوم في الدم وترفع من مستواه لذلك لا يجب اعطائها لمن يعانون من ارتفاع مستوى البوتاسيوم في دمهم أو من يأخذون أدوية ترفع منه مثل مثبطات الاسي ACE inhibitors
ولها نوعان:
- مثبطات الألدوستيرون

تعمل على منع هرمون الألدوستيرون من الارتباط مع مستقبلاته الخاصة وتتنافس معه على مستقبلاته الموجودة على الخلايا لذلك تحد من تأثيره، ولذلك من المفيد إعطاء هذه الأدوية لمن يعانون من زيادة في هذا الهرمون.
أمثلتها: سبايرونولاكتون.
- مثبطات قنوات الصوديوم

مثل: الأميلورايد، ترايمترين.

### المدرات الأسموزية
يتم ترشيح هذه الأدوية عبر النفرونات ثم تجذب خلفها الماء وتجعل مستواه يرتفع في البول. الجلوكوز الموجود في الدم عند الإنسان الطبيعي يقوم بهذا الدور، لذا نجد المصابين بمرض البول السكري يحدث عندهم هذا التأثير ويزداد عندهم معدل التبول، كما يحدث انخفاض في ضغط الدم وزيادة في معدل ضربات القلب.
أهم الأمثلة: المانيتول، الجلسرين.

### ديجيتالس (Digitalis)
يستخدم في الأساس لعلاج فشل القلب ولكن له تأثير إدرار البول في المرضى الذين لديهم احتباس للسوائل ويعانون في نفس الوقت من فشل القلب
ودجوكسين (Digoxin)هو الأكثر استخدامًا.